# Hørsholm
 Denne artikel handler om selve byen Hørsholm. Ordet Hørsholm bruges ofte også som en kort betegnelse for Hørsholm Kommune.
Hørsholm er et byområde i Nordsjælland med 48.349 indbyggere  (2025) beliggende mellem Helsingørmotorvejen og Øresund 25 kilometer nord for Københavns centrum. Byområdet ligger i tre kommuner og strækker sig hermed udover Hørsholm Kommunes 25.168 indbyggere (2025).

## Historie

### Flækken
Hørsholm by blev skabt i tilknytning til Hirschholm Slot, som man kan se et levn af på Hørsholm Kommunes byvåben, der indeholder hovedet af en hjort (hirsch = hjort på tysk). Christian 6. overlod slottet til sin hustru, dronning Sophie Magdalene, som lod slottet ombygge i årene 1734-44, og i forlængelse heraf ønskede en lille by, som kunne give omgivelserne liv og atmosfære. Hun fik derfor Nicolai Eigtved til at udforme en hel byplan for den nye by med gader og pladser, og Hørsholm fik den 28. november 1739 tildelt privilegier som købstad på et tidspunkt, hvor byen endnu ikke eksisterede. Indbyggerne skulle have frihed for "consumption, accise, folke- og familieskat, indkvartering af militære og flere sådanne onera (byrder)" i 20 år. Dronningen lovede delvis dækning for byggeomkostninger for tilflyttere til den nye by i 1740. Det var meningen, at byen skulle have omkring 800 indbyggere, men i hele dronningens levetid kom der mindre end 80 mennesker til. Senere mistede Hørsholm sine købstadsrettigheder og blev regnet som flække. 
Fra 1746 til 1766 var Hørsholm slot enkesæde for Sophie Magdalene. Efter hendes død blev det blandt andet benyttet af kabinetsminister Struensee, som færdedes sammen med Christian 7.s dronninghustru på stedet. Efterhånden forfaldt slottet, og 12 år efter dets nedrivning i 1810 opførte man Hørsholm Kirke på stedet, som har stået der lige siden.
I slutningen af 1700-tallet blev de nye kongeveje i Nordøstsjælland, og Hørsholm kom til at ligge fordelagtigt i forhold til de nye transportforbindelser. I Hørsholm gjorde postvognene holdt, der blev skiftet heste, og de rejsende kunne få et hvil og spise et måltid mad på Postgården (senere Hørsholm Hotel). Da Hørsholm ydermere blev tingsted, hjemsted for distriktslægen, fik sparekasse og handlende, var betingelser for fortsat byudvikling blevet skabt. 
Hørsholm havde omkring år 1900 en større og en mindre klædefabrik, et garveri, et bogtrykkeri, flere købmandsforretninger, et gæstgiveri, desuden to store planteskoler, der blev drevet på gårde, som var forpagtede fra staten dels i Slotshaven, dels i Folehave Skov m. m. Af offentlige bygninger fandtes kirken og Hørsholm Birks ting- og arresthus (opført 1848) med retslokaler, kontorlokaler for birkedommeren og arrester for 10 arrestanter. Hørsholm var bolig for birkedommeren i Hørsholm Birk og distriktslægen for Hørsholm lægedistrikt, har filial for Frederiksborg Amtstuedistrikt, skole, privat realskole for drenge og piger, privat pigeskole, apotek, post- og telegrafkontor (en postmester), telefonforbindelse med Helsingør og var sæde for "Hørsholm Distrikts økonomiske Selskabs Spare- og Laane-kasse" (oprettet 5. april 1862). I Hørsholm afholdtes 2 årlige markeder (april og oktober) med heste, kvæg, landbrugs- og husflidsprodukter.
Hørsholm havde i 1801 501 indbyggere, i 1840 623 indbyggere, i 1860 635 indbyggere, i 1870 519 indbyggere, i 1880 645 indbyggere.

### Stationsbyen
I 1897 anlagdes Kystbanen med station midt mellem Hørsholm og Rungsted. Dette bevirkede, at der efterhånden skete en kraftig byvækst både i Hørsholm og i Rungsted og omkring stationen. Således købte ejeren af Rungsted Badehotel, Fugmann, sammen med vinhandler Dreyer og andre i juni 1897 et stort areal i Rungsted, som de fik udstykket til villabebyggelse. Også andre store ejendomme som Folehavegård, Rungstedgård, Rungstedlund solgte grunde fra, men det skete gradvist, som regel kun en eller to byggegrunde ad gangen, hvorfor bebyggelsesudviklingen længe skete i langsomt tempo. Endnu op til omkring 1930 var det muligt at skelne mellem de tre bebyggelser, men efter 2. verdenskrig og især i 1960-erne, efter at Hørsholm i 1956 også havde fået motorvejsforbindelse med København, skete der en yderligere byudvikling på stedet blandt andet ved, at kommunalt ejet landbrugsjord blev udstykket og nu også til kædehuse og andre mindre ejendomme, hvilket gjorde, at de tre byområder voksede sammen ligesom også Usserød blev en integreret del af byområdet. Den stedlige erhvervsudvikling blev yderst beskeden, og Hørsholms indbyggere blev overvejende folk, som dagligt pendlede til arbejde i Hovedstaden.
Befolkningsudviklingen i Hørsholm 1901-1965:
| År   | Hørsholm | Vallerød- Pennehave | Rungsted | Usserød | heraf i Birkerød Sogn | heraf i Bloustrød Sogn | I alt Hørsholm by |
| ---- | -------- | ------------------- | -------- | ------- | --------------------- | ---------------------- | ----------------- |
| 1901 | 900      |                     |          |         |                       |                        | (900)             |
| 1906 | 1.140    | 271                 | 87       | 1.051   | 1.051                 | -                      | (2.549)           |
| 1911 | 1.142    | 373                 | 101      | 1.244   | 1.244                 | -                      | (2.860)           |
| 1916 | 1.330    | -                   | 557      | 1.354   | 1.354                 | -                      | (3.241)           |
| 1921 | 1.364    | 917                 | 511      | 1.683   | 1.430                 | 253                    | (4.475)           |
| 1925 | 1.676    | 1.288               | 627      | 1.901   | 1.636                 | 265                    | (5.492)           |
| 1930 | 1.579    | 1.419               | 736      | 1.957   | 1.674                 | 283                    | (5.691)           |
| 1935 | 1.807    | 1.773               | 828      | 2.077   | 1.759                 | 318                    | (6.485)           |
| 1940 | 1.905    | 1.565               | 1.365    | 2.092   |                       |                        | 6.927             |
| 1945 | 7.498    |                     |          |         |                       |                        | 7.498             |
| 1950 | 8.750    |                     |          |         |                       |                        | 8.750             |
| 1955 | 10.352   |                     |          |         |                       |                        | 10.352            |
| 1960 | 12.401   |                     |          |         |                       |                        | 12.401            |
| 1965 | 14.509   |                     |          |         |                       |                        | 14.509            |

*Noter: Kilder: diverse folketællinger. Bemærk, at der især ved de ældre er usikkerhed i opgivelserne. - betyder manglende opgørelse mens tomt felt betyder at tallene ikke opgøres særskilt mere.
I 1948 pendlede 1.243 indbyggere fra Hørsholm (= 25,8% af de erhvervsaktive), i 1957 2.121 (= 32,6%).
Ifølge en erhvervsopgørelse fra 1911 var af 1.142 indbyggere 49 (3,5%) sysselsat ved landbrug, 526 (46.1%) ved industri, 208 (18.2%) ved handel, 66 (5,8%) ved transport og 74 (6,5%) levede af egne midler. I Rungsted var af 474 indbyggere 50 (10.6%) sysselsat ved landbrug, 16 (3,4%) ved fiskeri, 99 (20,9%) ved håndværk og industri, 72 (15,2%) ved handel, 105 (22,2%) ved transport. Ifølge en opgørelse fra 1930 var af Hørsholms 1.579 indbyggere 114 sysselsat ved landbrug, 536 ved håndværk og industri, 235 ved handel og omsætning, 144 ved transport, 179 ved immateriel virksomhed, 129 ved husgerning, 185 ude af erhverv mens 57 ikke havde angivet indkomstgrundlag. I Rungsted var 171 sysselsat ved landbrug og fiskeri, 109 ved industri, 104 ved handel og omsætning, 72 ved transport, 58 ved immateriel virksomhed, 107 ved husgerning, 68 var ude af erhverv og 47 havde ikke givet oplysninger. I Vallerød-Pennehave (stationsbyen) var 195 sysselsat ved landbrug, 287 ved industri, 235 ved handel, 95 ved transport, 282 ved immateriel virksomhed, 192 ved husgerning, 191 var ude af erhverv og 42 uden oplysninger. I Usserød var 233 sysselsat ved landbrug, 1.015 ved industri, 163 ved handel, 149 ved transport, 71 ved immateriel virksomhed, 145 ved husgerning, 157 var ude af erhverv og 34 havde ikke givet oplysninger. Mens de sysselsatte ved industri helt dominerede i Usserød i den nordlige del af byområdet, spillede handel samt immateriel virksomhed en forholdsvis stor rolle i Hørsholm og stationsbyområdet. I 1950 var af det samlede byområdes befolkning 742 sysselsat ved landbrug, 3.438 ved industri og byggeri, 1.533 ved handel, 593 ved transport, 1.326 ved liberale erhverv, 919 levede af formue, mens 199 ikke havde oplyst indkomstgrundlag. Med 17,5% i handel og 15,2% ved liberale erhverv, samlet næsten en tredjedel, havde Hørsholm en forholdsvis stor andel af disse erhvervsgrupper.

### Efter kommunalreformen i 1970
Indkøbscenteret Hørsholm Midtpunkt åbnede i 1972 og var da et af Danmarks første overdækkede indkøbscentre. Centeret trak kunder fra et større opland, til dels fremmet af busforbindelser og gode parkeringsforhold.
Statens Byggeforskningsinstitut (SBI), der var blevet oprettet i 1947, blev under Philip Arctanders ledelse i 1972 samlet i et nybygget domicil i Forskerparken i Hørsholm.

## Næringsliv
I centrum af Hørsholm by findes en gågade med et indendørs storcenter, Hørsholm Midtpunkt, beliggende for enden. Centeret består af ca. 65 butikker. Nær ved gågaden ligger biblioteket & kulturhuset Trommen, som benyttes til koncerter og underholdning. Et andet butikscenter er Kongevejs-Centret. Inden for byområdet ligger endvidere hotel- og kursusejendommene Kokkedal Slot, Rungstedgård og Sophienberg Slot.
Den danske bygge- og håndværksvirksomhed Skou Gruppen har hovedkvarter i Hørsholm.

## Samfærdsel
Byområdet har to jernbanestationer, men ingen af disse ligger i centrum af byen. To kilometer i østlig retning finder man Rungsted Kyst Station i Rungsted. Områdets anden station (Kokkedal Station) finder man ca. 3 km nordøst for centrum i Kokkedal på kommunegrænsen mellem Hørsholm Kommune og Fredensborg Kommune. Fra begge kystbanestationer er der jævnligt togforbindelser til Helsingør og København. Man kan dog også fortsætte med de fleste tog til Sverige. Byområdet betjenes derudover af en del busforbindelser – bl.a. 150S og 500S.
Helsingørmotorvejen går også tæt ved Hørsholm, der er 3 motorvejsafkørsler nær Hørsholm; Hørsholm S, Hørsholm C, Kokkedal

## Kultur
Hørsholm Kirke blev tegnet af C.F. Hansen og opført i 1823 på det da nedrevne Hirschholm Slots gamle plads.
Øst for kirken ligger Hørsholm Egns Museum med kulturhistoriske samlinger fra byen og omegnen.
Tidligere lå Jagt- og Skovbrugsmuseet ved siden af Hørsholm Egns Museum, men museet blev flyttet. 
Det hedder nu Det Grønne Museum og ligger uden for Randers.
Doktorboligen, den tidligere lægebolig på Usserød Kongevej der blev opført som funktionærbolig til Usserød Klædefabrik, er en af Hørsholms mest markante og karakteristiske bygninger. Huset blev opført i 1792-94, og er placeret ved sydsiden af Den Kongelige Militære Klædefabriks parkarealer, som den ældste og smukkeste af klædefabrikkens funktionærboliger. Fra 1794 og indtil i dag, har bygningen været kendt som "Den gamle Doktorbolig!", da den blev anvendt til lægebolig og -konsultation indtil 1975.
Bygningen er opført som et stråtækt hus i ni fag med en stor centralt placeret frontkvist i tre fag. Derudover har huset to mindre rundbuede kviste på hver side af den store frontkvist, hvor der oprindeligt også var en lille rundbuet kvist på hver af de nord- og sydvendte valmede gavle. Huset er udsmykket med hvidmalede bånd og gesimser samt murværk udført med de karakteristiske Hamborgfuger. Huset står i dag med dets originale vinduer og døre samt tagrender i kobber.

## Uddannelse
Gymnasiet Rungsted Gymnasium ligger i Hørsholm. Gymnasiet flyttede til nye bygninger i 1976.
Hørsholm kommune har 4 folkeskoler, Hørsholm Skole, Usserød Skole, Vallerød Skole og Rungsted Skole.
Derudover er der 2 privatskoler, Hørsholm Lille Skole og Rungsted Private Realskole.